# Дунаївський район
Ду́наївський район — колишній район Львівської області. Утворений 10 січня 1940 року рішенням політбюро ЦК КП(б)У. Центром району було село Дунаїв. 
7 квітня 1940 р. після перенесення районного центру з Дунаєва у Поморяни район названо Поморянським; тоді ж перечислено з Зборівського району Тарнопільської обл. до складу колишнього Дунаївського району Львівської обл. населені пункти: Поморяни, Бубщани, Богутин, Нестюки, Торгів і Махнівці.
Зараз територія колишнього Дунаївського району входить до складу Перемишлянського району Львівської області.